# Adoxomyia subulata
Adoxomyia subulata es una especie de mosca del género Adoxomyia, de la familia Stratiomyidae, orden Diptera. Fue descrita por Loew en 1866.
Mide aproximadamente 10 mm de longitud. Se distribuye por América del Norte: Estados Unidos.